# سفارت بریتانیا در جاکارتا
سفارت بریتانیا در جاکارتا (به لاتین: Embassy of the United Kingdom) یک منطقهٔ مسکونی و نمایندگی سیاسی این کشور در اندونزی است که در جاکارتا واقع شده‌است.